# Estació Amundsen-Scott

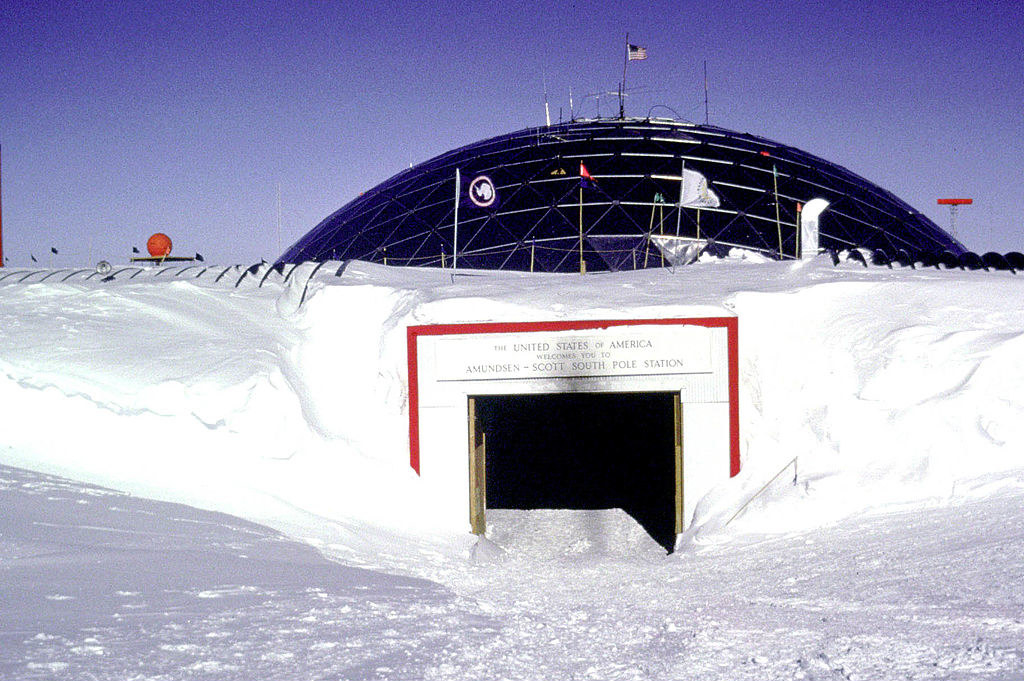
Entrada principal a l'estació.

L'Estació Amundsen-Scott és una estació de recerca científica i tecnològica dels Estats Units que es troba a l'altiplà de l'Antàrtida en el lloc més al sud del planeta terra, al pol sud geogràfic a 2.835 metres d'altitud sobre el nivell del mar.
L'estació original Amundsen-Scott va ser construïda durant novembre de 1956 com un dels objectius marcats per l'any geofísic internacional per tal d'estudiar, entre altres coses, la geofísica de les regions polars. Aquesta estació ha estat reedificada, demolida i expandida diverses vegades des de 1956.
L'estació, com que està al pol sud, experimenta durant l'any la nit polar amb foscor contínua durant 6 mesos i el dia polar amb llum contínua durant els altres sis mesos. El sol surt a l'equinocci de setembre i arriba al seu angle màxim cap al 20 de desembre i es pon a l'equinocci de març. Durant els sis mesos de "nit", hi fa un fred extrem i de vegades la temperatura pot baixar per sota de -73 °C. Aquest període continu de foscor fa que aquesta estació sigui ideal per a fer observacions astronòmiques.
El nombre de persones que hi viuen és variable, amb un màxim a l'estiu, en anys recents la població a l'hivern és d'unes 50 persones.

## Història

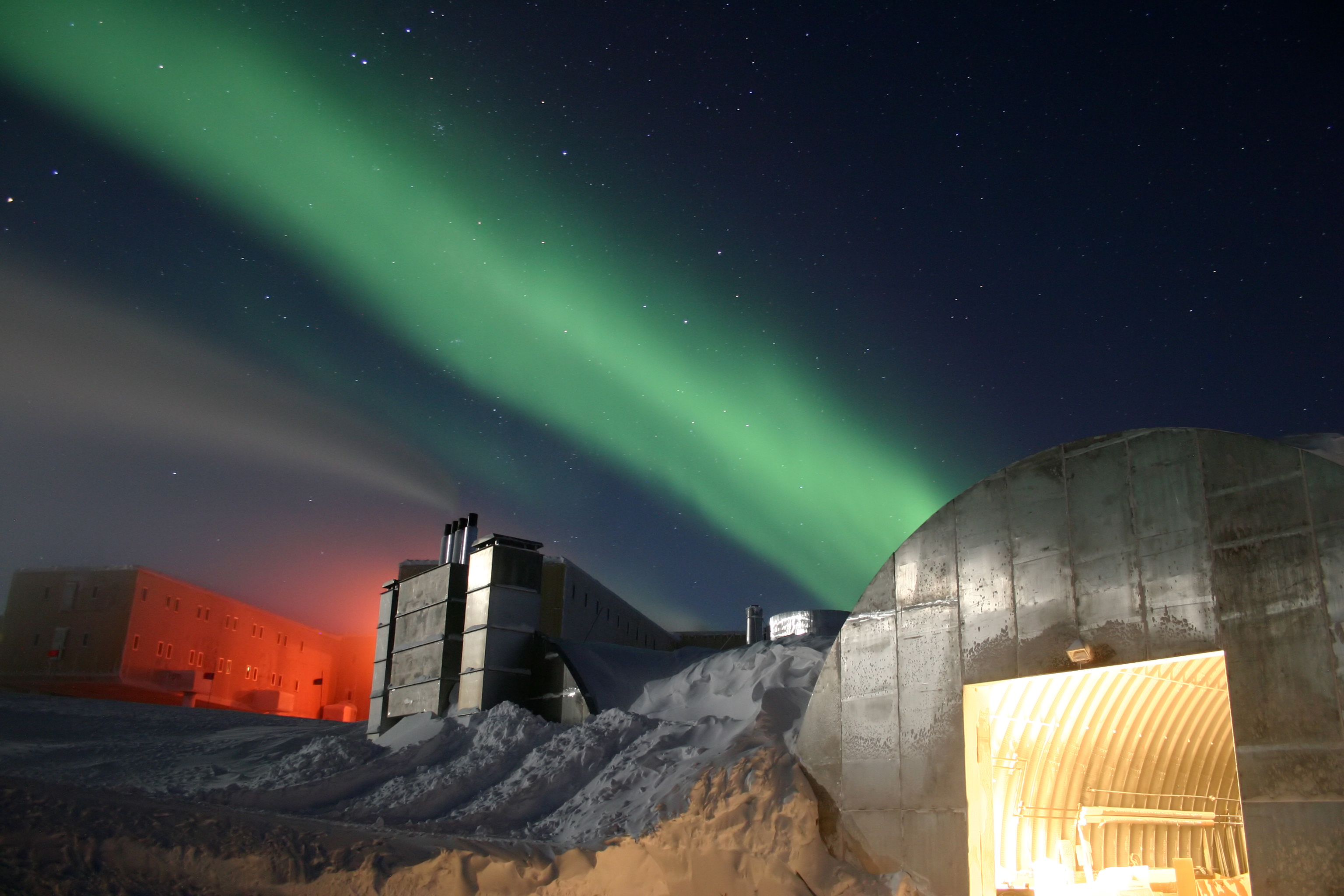
Fotografia de l'estació de nit, La llum verda en el cel és part d'una aurora austral.

L'estació rep el nom del noruec Roald Amundsen qui va arribar al pol sud el desembre de 1911 i del britànic Robert F. Scott que hi va arribar un mes més tard (el gener de 1912) 
Actualment aquesta estació està a 100 metres del pol sud geogràfic, perquè la glacera on es troba es desplaça uns 10 metres cada any. La neu s'hi acumula a una taxa de 60–80 mm cada any. La temperatura registrada ha variat entre un màxim de -12.6 °C i un mínim de -82.8 °C amb la mitjana anual de -49 °C La temperatura mitjana mensual varia entre -28 °C de desembre a -60 °C de juliol. La velocitat mitjana del vent és de 5.5m/s i la ràfega màxima enregistrada és de 25 m/s

### Transport
L'estació té una pista d'aeroport amb el codi NZSP|| de 3.658 m de llargada Entre octubre i febrer hi ha diversos vols per dia amb un avió Hercules LC-130 equipat amb esquís provinent de la Base McMurdo amb els subministraments.
Hi ha una carretera de neu provinent de la base McMurdo, coneguda, en anglès, com la McMurdo-South Pole highway.

### Comunicacions
Les dades d'accés a l'estació les proporcionen NASA TDRS-F1, Marisat, LES 9, GOES i Iridium satellite constellation.